# شکستگی صدفی
شکستگی صدفی (conchoidal fracture) نوعی شکستگی یا شکست در مواد تردی است که از هیچ رخ طبیعی پیروی نمی‌کند. وب‌سایت Mindat.org شکستگی صدفی را اینگونه تعریف می‌کند: «شکستگی با سطوح صاف و منحنی، معمولاً کمی مقعر، که دارای موج‌های متحدالمرکز شبیه به خطوط رشد یک صدف است». موادی که به این شکل می‌شکنند شامل کوارتز، چرت، سنگ آتشزنه، کوارتزیت، یشم، و سایر مواد ریزدانه یا جامد آمورف با ترکیب خالص دی‌اکسید سیلیسیم، مانند ابسیدین و شیشه و همچنین برخی فلزات مانند گالیم هستند.
مواد کریستالی مانند کوارتز نیز زمانی که فاقد رخ هستند و در امتداد صفحه موازی با سطوح بلوری خود شکسته نمی‌شوند، شکستگی صدفی از خود نشان می‌دهند؛ بنابراین، شکستگی نشانه مشخصی برای آمورف بودن یک کانی یا ماده نیست. مواد جامد آمورف، کریپتوکریستالین و بلور همگی زمانی که فاقد صفحه رخ مشخص باشند می‌توانند نشان‌دهنده شکستگی صدفی باشند.
اگر ضربه مناسبی به مواد مختلف زده شود، می‌تواند منجر به شکستگی صدفی شود. در عصر سنگ سیلیس کریپتوکریستالین، مانند چرت یا سنگ آتشزنه که این ویژگی را دارند، به‌طور گسترده‌ای برای ساخت ابزارهای تیز مورد استفاده قرار می‌گرفتند، مبادله شده یا با آنها تجارت می‌شدند.
شکستگی صدفی اغلب دارای یک سطح شکستگی منحنی است که شبیه انحناهای ملایم یک صدف سیاه است. برجستگی‌ای در نقطه ضربه ظاهر می‌شود که حباب ضربه نام دارد و امواج ضربه‌ای از این نقطه به سمت بیرون منتشر می‌شوند و اثری به‌صورت موج بر روی سنگ ایجاد می‌کنند. از دیگر ویژگی‌های صدفی می‌توان به ترک‌خوردگی‌های کوچک منتشر شده از حباب ضربه اشاره کرد.
شکستگی‌های صدفی در تقابل با شکستگی‌های سیمایی که اغلب در تک‌بلورها مانند ویفر نیمه‌رساناها و گوهرسنگ‌ها و همچنین شکستگی‌های سطحی شکل‌پذیری پر انرژی که در بسیاری از کاربردهای ساختاری مطلوب است، تعریف می‌شوند.

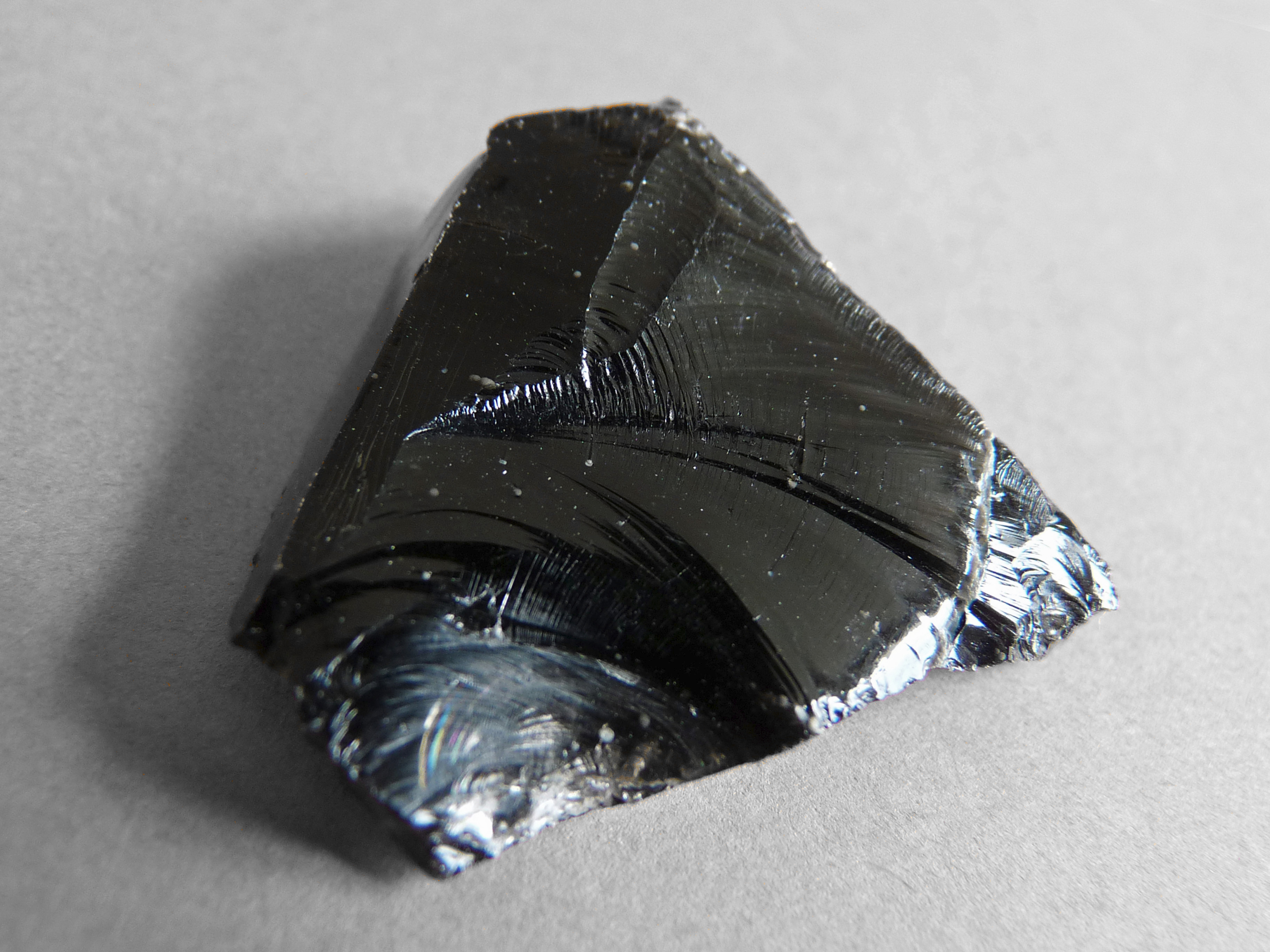
ابسیدین نمای شکست صدفی را نشان می‌دهد.
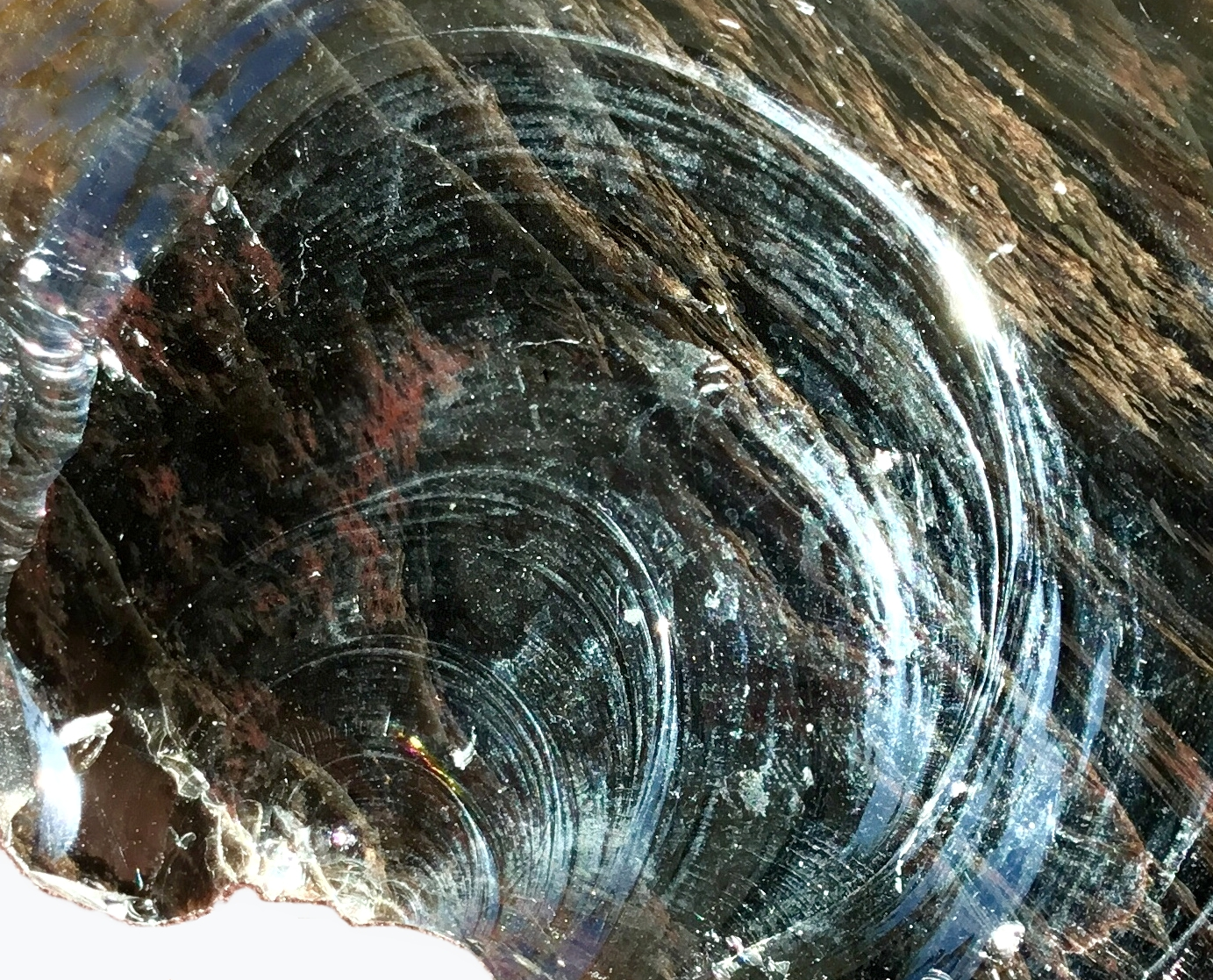
شکست صدفی در ابسیدین
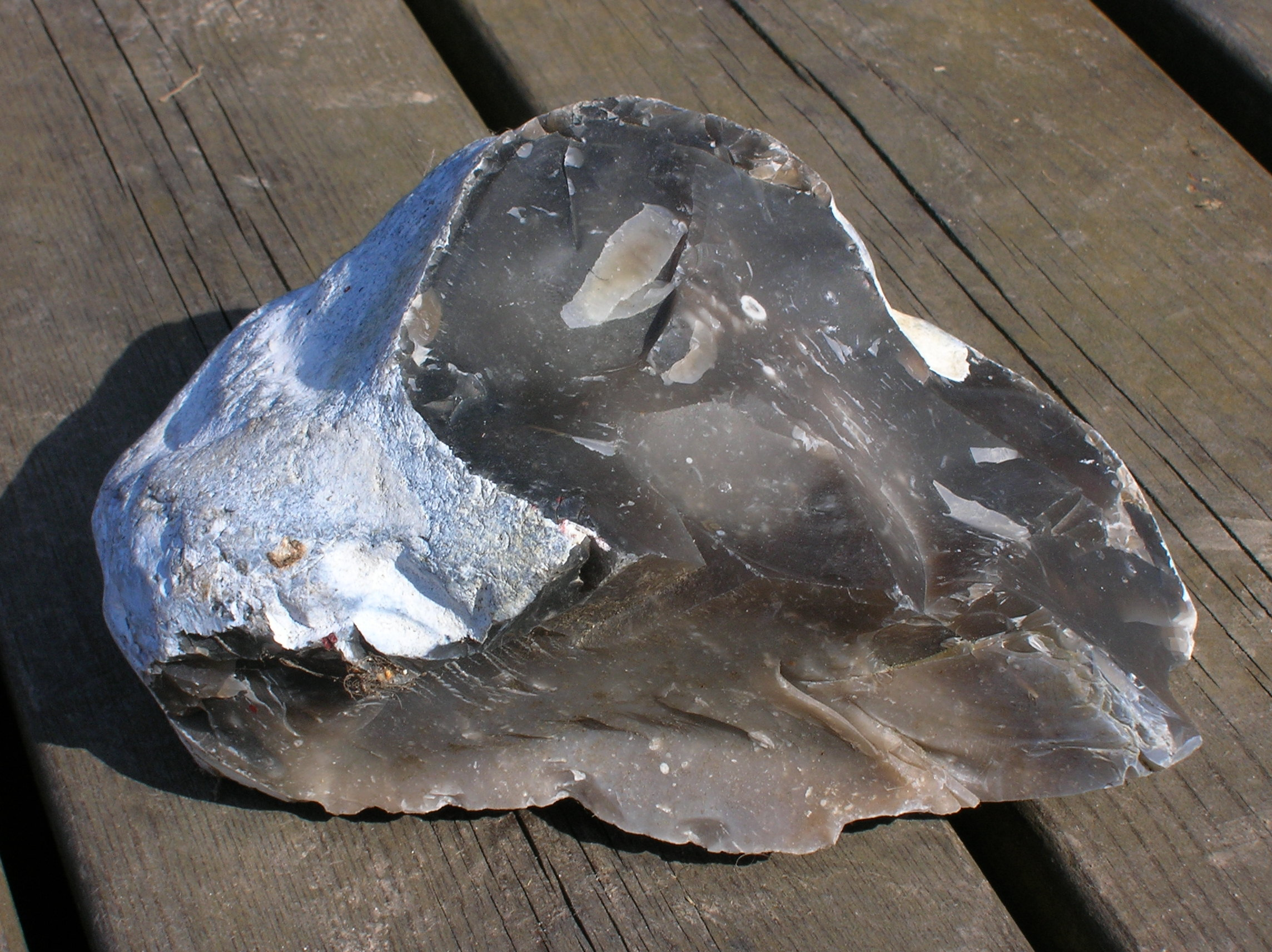
شکست صدفی در سنگ آتشزنه
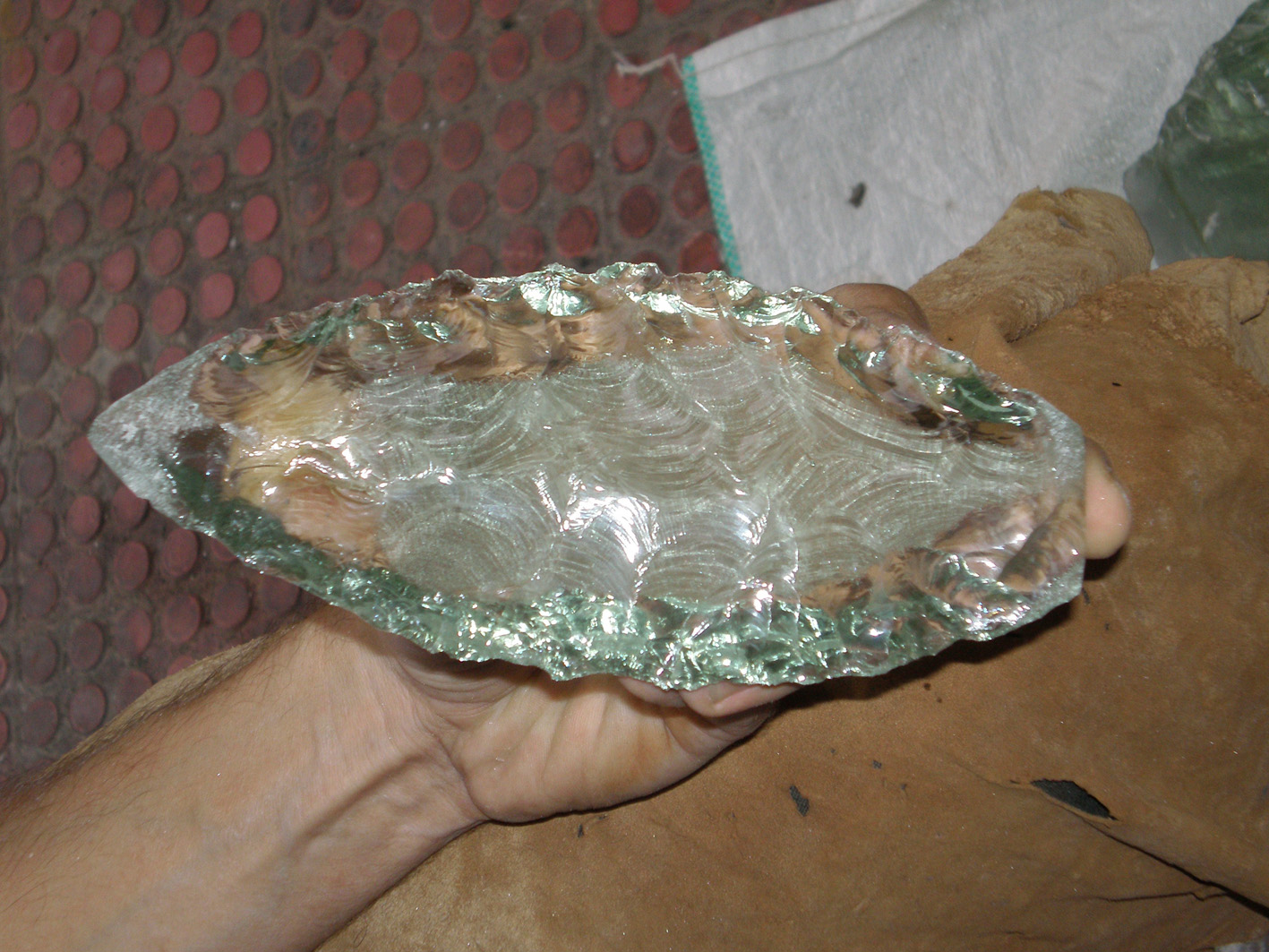
شکستگی‌های صدفی متعدد در شیشه

## زیرمجموعه‌ها
تعاریف فرعی متعددی وجود دارد. به عنوان مثال در وب‌سایت Webmineral:
- شکننده—صدفی: شکست بسیارکننده که قطعات کوچک صدفی تولید می‌کند.
- شکننده—نیم‌صدفی: شکست شکننده با تکه‌های نیم‌صدفی
- صدفی—نامنظم: شکست نامنظم که تکه‌های کوچک صدفی تولید می‌کند.
- صدفی—ناهموار: شکست ناهموار ایجاد شده در مواد شکننده که ویژگی آن سطوح نیمه منحنی است.
- نیم‌صدفی: شکست ایجاد شده در مواد شکننده که ویژگی آن سطوح نیمه منحنی است.

## سنگ‌تراشی
در تراشه‌زنی سنگ‌های ابزار سنگی، شکستگی صدفی اساس ساخت ابزار را تشکیل می‌دهد، زیرا شکل سطح شکسته‌شده فقط توسط تنش اعمال‌شده کنترل می‌شود، و نه توسط جهت‌گیری ساختار ماده شکسته شده. این ویژگی همچنین شکستگی‌های صدفی را در مهندسی مفید می‌کند، زیرا آنها یک نمایش دائمی از حالت تنش در زمان وقوع شکستگی را ارائه می‌دهند. از آنجایی که شکستگی‌های صدفی تنها می‌توانند به‌واسطه ضربه مکانیکی ایجاد شوند و نه به واسطه مثلاً یخ‌زدگی، می‌توان از آنها به عنوان روشی مفید برای تمایز دادن بین ابزار سنگی عصر سنگ و سنگ‌های طبیعی استفاده کرد.